# Tatuus

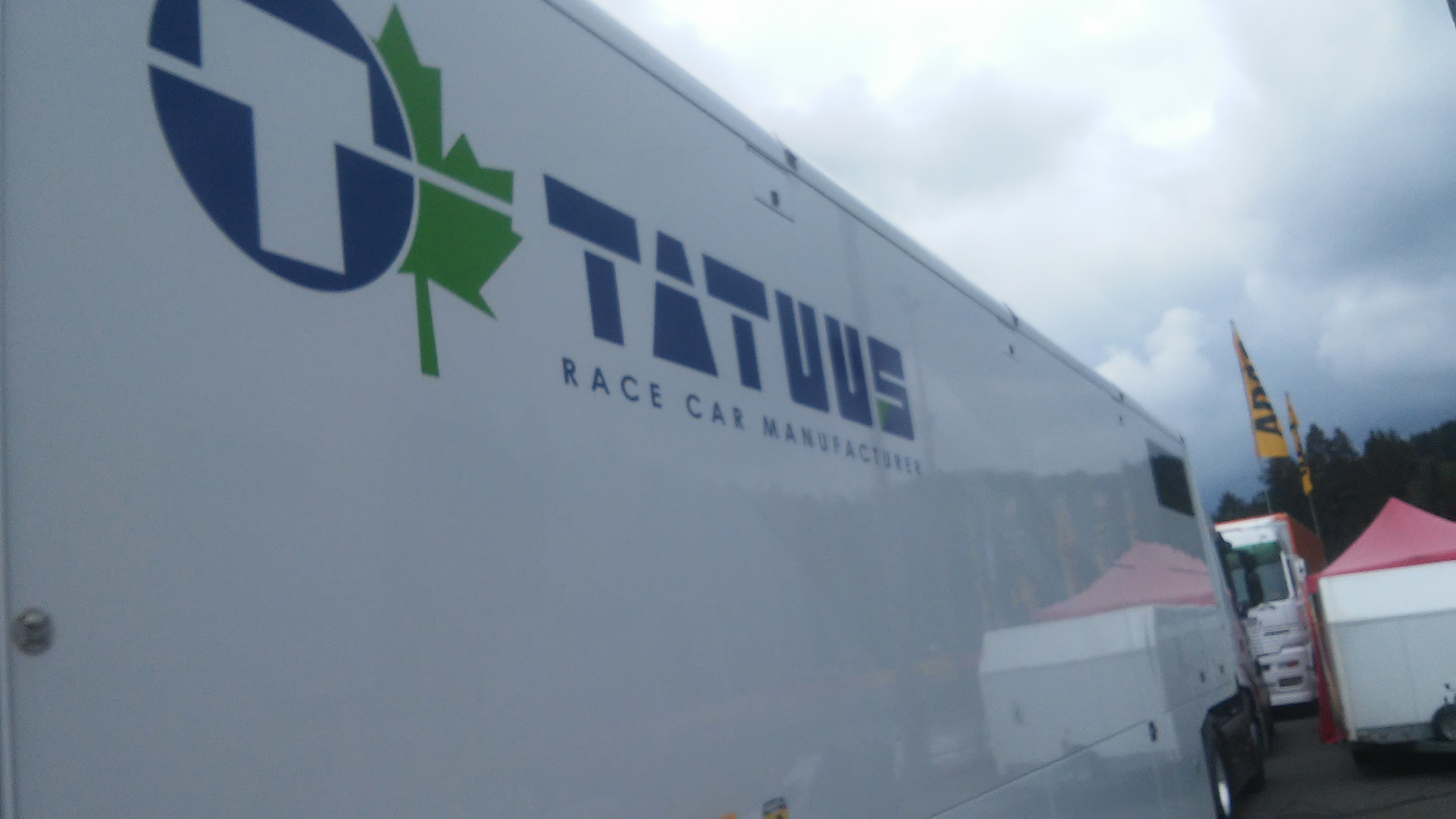

Tatuus is een Italiaans chassisfabrikant. Het bedrijf is opgericht in 1980 en werd bekend door de auto's die het ontwikkelde voor de raceklassen van Renault Sport.  

## Auto's
- Formula N.T S2000 (International Formula Master)
- Formula Renault 2.0 (Formule Renault 2.0)
- Formula Renault V6 (Formule V6 Azië)
- Formula Renault 1.6 (Formule Renault 1.6)
- Formula FC 106 (Formula Challenge Japan)
- Formula TT104NZ (Toyota Racing Series)
- Formula Vee ( HFVE )
- Toyota FT50 (Toyota Racing Series)
- Toyota Tatuus F.3 T-318 / FR-19 / FT60 (Aziatisch Formule 3-kampioenschap, Formula Regional European Championship, W Series, Eurocup Formule Renault 2.0 en Toyota Racing Series).